# Melfi (Italie)
Pour les articles homonymes, voir Melfi.
Melfi est une commune italienne d'environ 17 750 habitants, située dans la province de Potenza, dans la région Basilicate, en Italie méridionale.

## Géographie
Cette ville se trouve à 51 km au nord de Potenza, dans la région de Vulture-Melfese.

## Histoire
Les premiers établissements attestent que la zone de Melfi est habitée dès le néolithique. Les Dauniens et Lucaniens sont parmi les premières civilisations à s'installer sur son territoire et, sous les Romains, elle est incluse dans la zone de la colonie de Venusia.
Avec la chute de l'Empire romain d'Occident, Melfi est occupée par les Byzantins et les Lombards, et commence à acquérir de l'importance, mais c'est avec l'arrivée des Normands que la ville joue un rôle déterminant.
En septembre 1042, Guillaume de Hauteville, après la défaite des Byzantins, partage Melfi entre 12 barons normands et la cité devient en 1059 la capitale du comté d'Apulie. Bien que le titre de capitale ait été transféré à Salerne puis enfin à Palerme, Melfi continue d'être un important centre de l'empire normand où cinq conciles œcuméniques sont organisés dont celui de 1089 a été un moment important pour la reconstruction des relations entre Rome et Constantinople.
Sous les Souabes, la ville devient la résidence d'été de Frédéric II, où il passe son temps libre à pratiquer la fauconnerie. Dans le château de la ville, l'empereur promulgue les constitutions dites de Melfi, code de lois fondamental dans l'histoire du droit.
Sous la couronne angevine, elle commence à décliner, bien que Charles II fît restaurer et étendre le château, réaffecté comme résidence royale pour son épouse Marie de Hongrie.
Pendant la guerre entre François Ier et Charles Quint pour la conquête du royaume de Naples, l'armée française dirigée par Odet de Foix et Pedro Navarro assiège Melfi en mars 1528, tuant environ 3 000 personnes, sans épargner femmes et enfants. Ce massacre du siège de Melfi est connu sous le nom de Pasqua di Sangue (Pâques de sang).
À l'issue de l'occupation française, en vertu d'un accord passé avec l'empereur Charles Quint mais aussi à cause de leur grande amitié, Andrea Doria est fait prince de Melfi en décembre 1531.
En 1679, Raimondo, comte de Montecuccoli, est fait prince de l'Empire et reçoit du roi d'Espagne le duché de Melfi.
L'éphémère République parthénopéenne étant proclamée en 1799, un arbre de la liberté est planté à Melfi et la cité est contrôlée par les Jacobins jusqu'à l'arrivée de l'armée sanfédiste du cardinal Fabrizio Ruffo, le 29 mai de la même année. Ruffo empêche le pillage de la ville, bien que de nombreux prisonniers soient morts dans les prisons, on ne sait si c'est pour cause de maladie ou de mauvais traitements.
Après l'unification de l'Italie de 1860, elle est impliquée dans une guerre civile sanglante et est occupée par l'armée légitimiste de Carmine Crocco qui restaure pour une courte période le gouvernement bourbon dans la ville.
Sous l'ère fasciste, Melfi, comme d'autres lieux de la Basilicate, est une terre d'exil des antifascistes comme Manlio Rossi-Doria, Franco Venturi, Ada Rossi, Eugenio Colorni et sa femme Ursula Hirschmann.
En 1930, la ville est dévastée par un séisme. Au cours de la Seconde Guerre mondiale, elle subit un bombardement par les forces alliées le 26 septembre 1943.

## Économie
L'usine FIAT de Melfi a été construite entre 1991 et 1993 et est l'un des fleurons du groupe. La ville accueille également une usine Barilla, construite en 1994, et le siège de la société d'eau minérale Gaudianello, parmi les dix premières entreprises italiennes dans le secteur, fondée en Rionero in Vulture, où l'extraction est effectuée.

## Culture

### Cinéma et télévision
Melfi est l'un des principaux lieux de tournage des films et mini-séries télévisées comme : 
- 1952 : La Tanière des brigands de Pietro Germi
- 1980 : L'eredità della priora de Anton Giulio Majano
- 2003 : L'Été où j'ai grandi de Gabriele Salvatores
- 2006 : Il mio paese de Daniele Vicari
- 2012 : Il generale dei briganti de Paolo Poeti

## Monuments et patrimoine

### Architecture religieuse

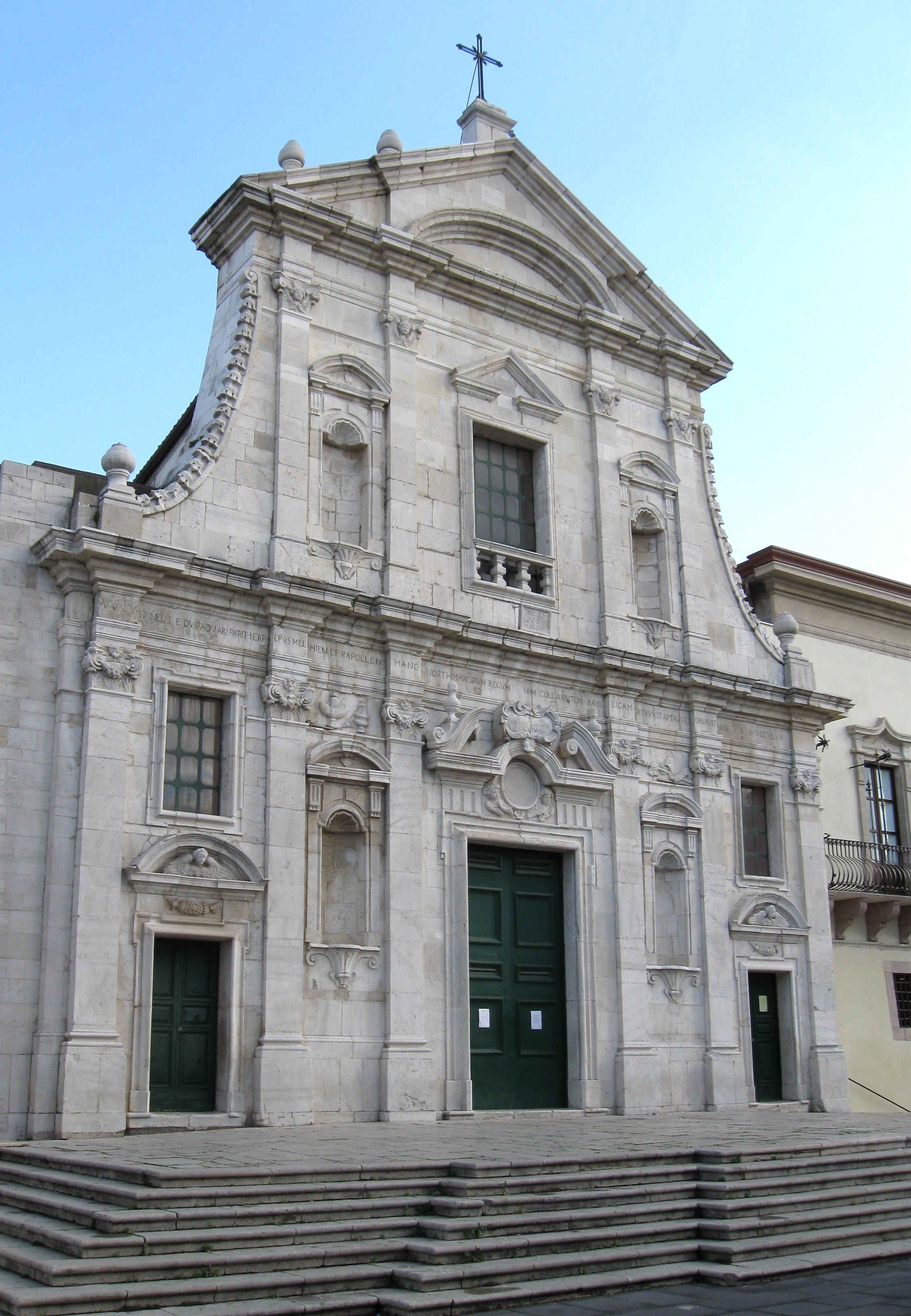
Cathédrale de Santa Maria Assunta

#### Cathédrale de Santa Maria Assunta
Construite au XIe siècle, à la demande de Robert Guiscard, elle est remaniée dans le style baroque après plusieurs séismes, à l'exception du campanile, construit par ordre de Roger II en 1153, que conserve encore un style roman normand.

#### Église de Sant'Antonio
Construite en 1423, l'église est gravement endommagé par l'armée de Odet de Foix pendant le siège de Melfi en 1528 et a résisté aux séismes de 1731 et de 1752, mais est sérieusement endommagé par celui du 1851. L'église conserve encore un style roman-gothique et plusieurs fresques de l'époque.

#### Église rupestre de Santa-Margherita
Entièrement creusé dans le tuf, le bâtiment remonte au XIIIe siècle. Il y a une représentation de memento mori, où seraient représentés les principales composantes de la famille impériale de Souabe : Frédéric II, sa femme Isabelle d'Angleterre et son fils Conrad IV, qui rencontrent des squelettes. Elle est considérée comme l'une des premières illustrations du dit des trois morts et des trois vifs de l'histoire.

### Architecture militaire

#### Le château

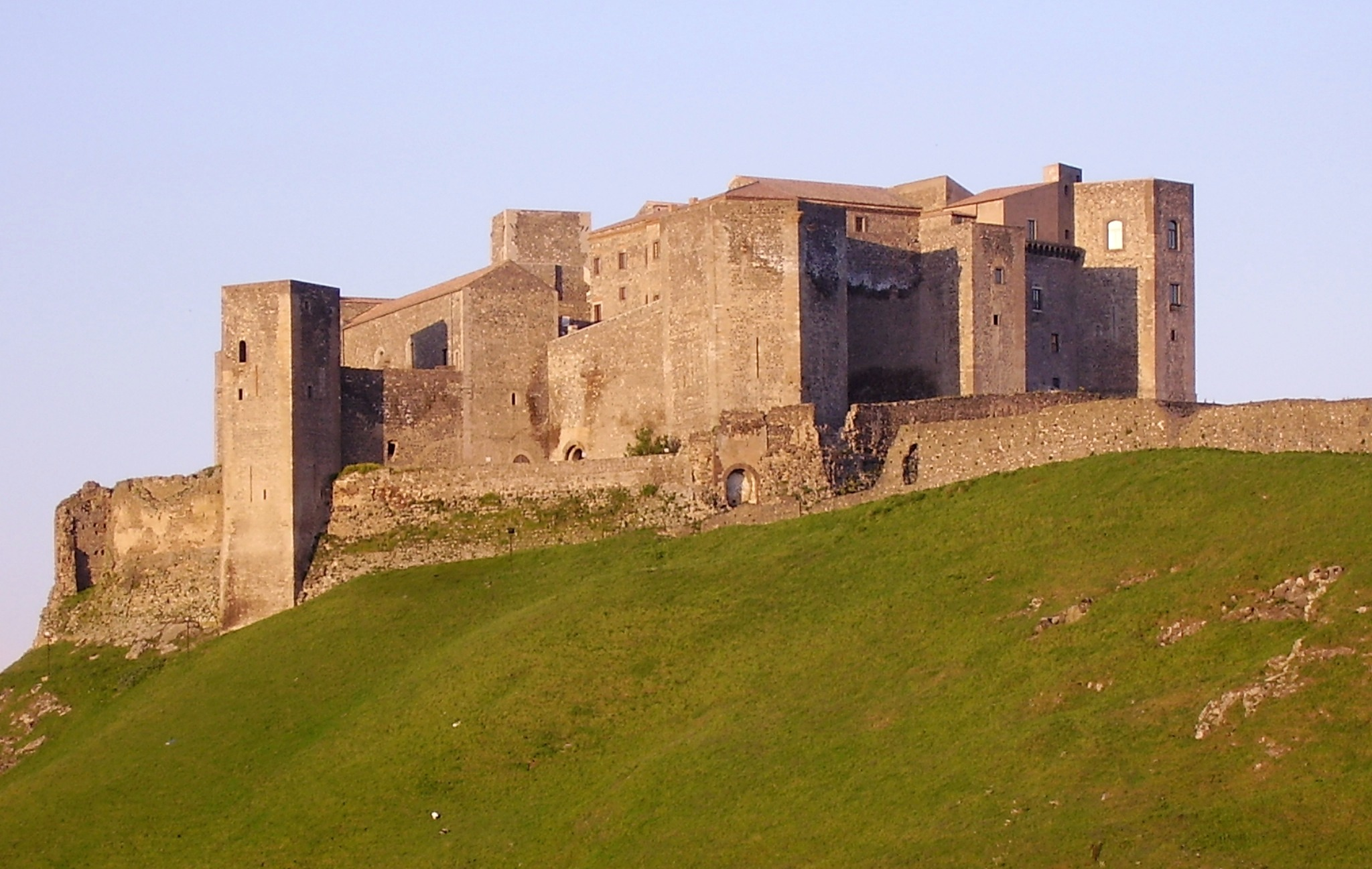
Le château.

Sa fondation remonte à l'époque normande et est l'un des châteaux médiévaux les plus importants du sud de l'Italie. La structure a subi des rénovations par les Suabes et agrandissements par les Angevins et les Aragonais. Il a été détenu par des familles nobles comme les Acciaiuoli, Marzano, Caracciolo et Doria, qui étaient les propriétaires du château jusqu'en 1950. Le bâtiment abrite le musée Archéologique National de Melfi, ouvert en 1976.

#### La muraille

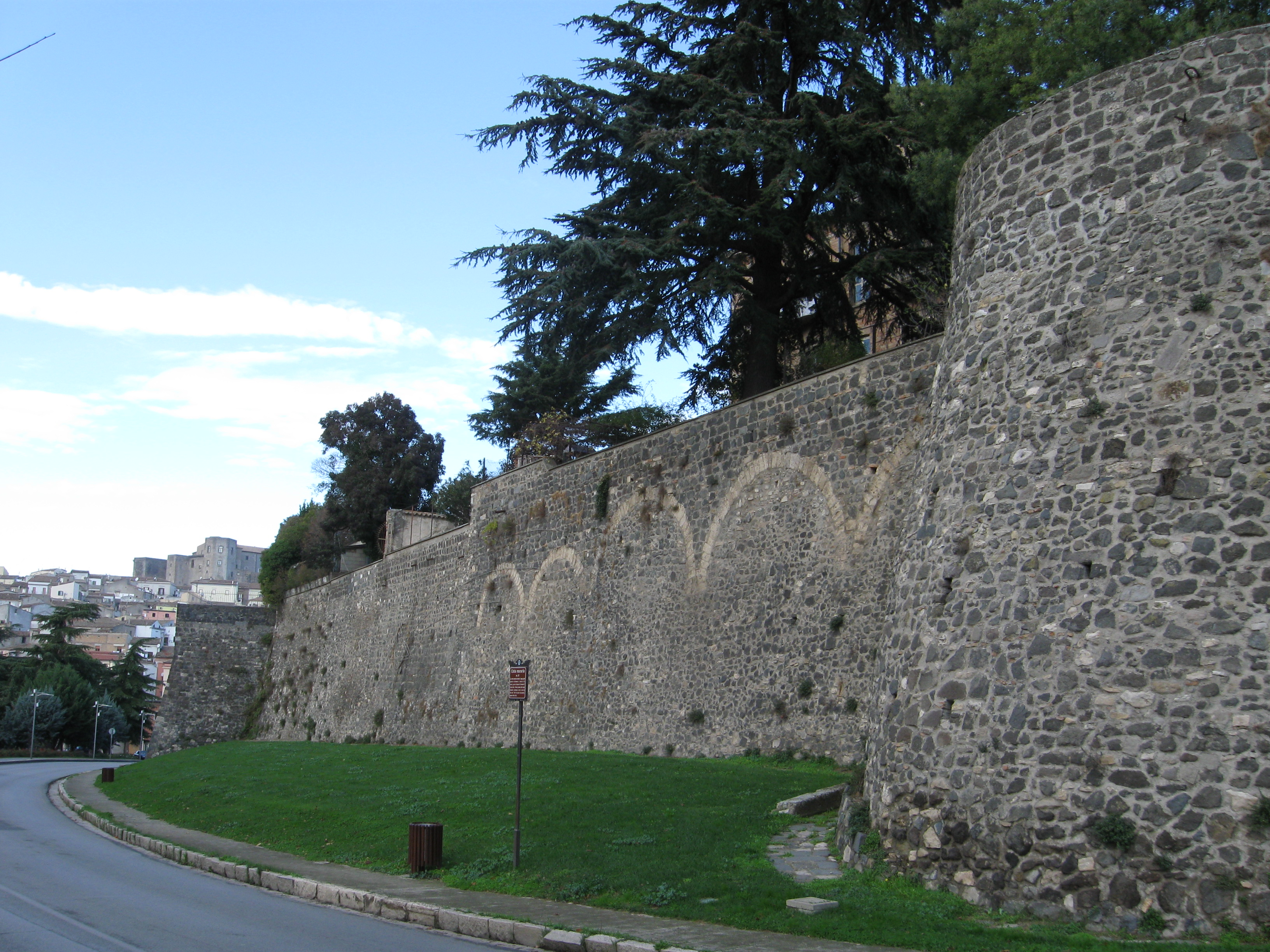
Une partie de la muraille extérieure.

Le centre historique de Melfi est entièrement entouré de murs qui s'étendent sur plus de quatre kilomètres. Les phases de la construction remontent aux périodes byzantine, normande, souabe et aragonaise. Les derniers à faire des changements structurels sont Niccolò Acciaiuoli (XIVe siècle) et Giovanni Caracciolo (XVe siècle). La muraille a subi plusieurs restaurations à cause des séismes et le séisme du 1930 a gravement compromis la structure.

## Administration
| Période                                  | Période  | Identité      | Étiquette       | Qualité |
| ---------------------------------------- | -------- | ------------- | --------------- | ------- |
| 30 mai 2011                              | En cours | Livio Valvano | Centro-Sinistra |         |
| Les données manquantes sont à compléter. |          |               |                 |         |

### Hameaux
Foggiano, Foggianello, San Giorgio, Leonessa, San Nicola

### Communes limitrophes
Aquilonia, Ascoli Satriano, Candela, Lacedonia, Lavello, Monteverde, Rapolla, Rionero in Vulture, Rocchetta Sant'Antonio

## Personnalités nées à Melfi
- Antoine Caraccioli (c. 1515-c. 1570), prélat, évêque de Troyes.
- Francesco Saverio Nitti (1868-1953), économiste et homme politique, président du conseil des ministres du royaume d'Italie.
- Pasquale Festa Campanile (1927-1986), scénariste et réalisateur.
- Raffaele Nigro (1947), écrivain et journaliste.
- Floriano Del Zio, écrivain et homme politique.

## Sport
Melfi a une équipe de football qui joue en Série C2, l'A.S. Melfi.
Melfi a été plusieurs fois une arrivée d'étape du Tour d'Italie :
– 30 mai 1992 : 6e étape remportée par Guido Bontempi ;
– 26 mai 1994 : 5e étape, remportée par Endrio Leoni.  ;
– 8 mai 2023 : 3e étape, remportée par Michael Matthews.